# Kåre Nymark

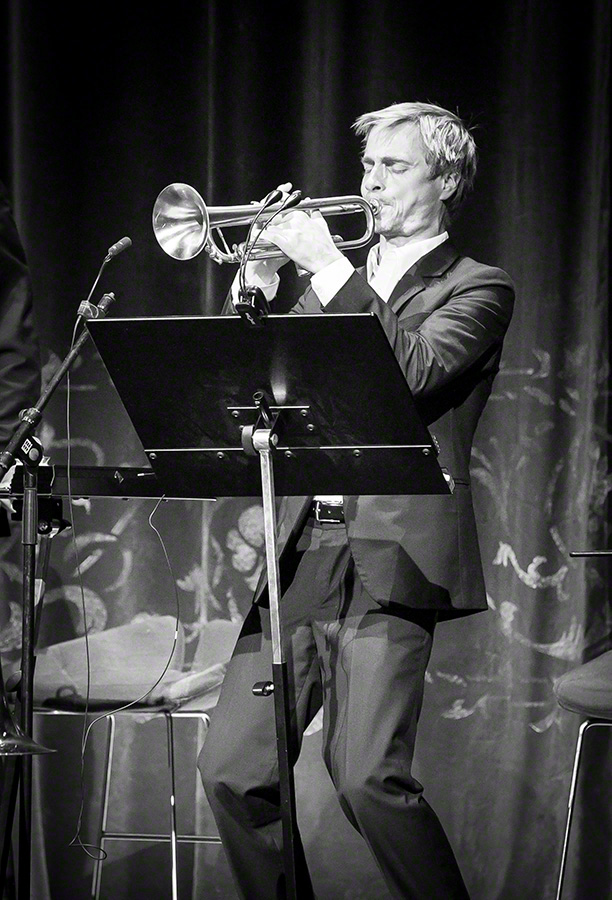
Kåre Nymark mit Kaba Orchestra, 2016

Kåre Nymark junior (* 22. Juli 1974 in Langevåg/Sula, Norwegen) ist ein norwegischer Jazztrompeter und Komponist.
Seit 1992 ist er festes Mitglied des Ytre Suløens Jassensemble, das mit seinem traditionellen New Orleans Jazz weltweit Konzerte gibt. In diesem Rahmen arbeitete er unter anderem mit Künstlern wie Tricia Boutté, Aline White, Earle Hyman, Silje Nergaard, Dr. Michael White, Arne Domnérus oder Morten Gunnar Larsen.
Parallel hierzu war er 1993–1994 Schüler an der Toneheim Folkehøgskole und absolvierte im Anschluss daran ein Studium an der Norwegischen Musikhochschule in Oslo.
1998 formierte er sich zusammen mit Tord Gustavsen (Piano), Mats Eilertsen (Bass) und Kenneth Ekornes (Schlagzeug) zu dem nach ihm benannten Nymark Collective. Das Debütalbum First Meeting wurde 2000 veröffentlicht. 2002 folgte das zweite Album Contemporary Tradition, ein Auftragswerk für das Oslo Jazzfestival 2001.
Daneben hat er mehrere CDs mit dem Sextett Funky Butt veröffentlicht und tourt mit einer Kindervorstellung namens Gumbo für das staatliche Kulturprogramm Rikskonsertene.

## Diskografie
Mit Pjusk
- Solstøv (2014), mit Sleep Orchestra

Mit Nymark Collective
- Bessie Smith Revisited – Live in Concert (Januar 2008), mit Kristin Asbjørnsen
- Contemporary Tradition (Sonor Records, Mai 2002)
- First Meeting (Sonor Records, August 2000)

Mit Funky Butt
- Shakin' da Butt (Oktober 2007)
- Big Mama (2005?)
- The Glove (2003), Live-CD
- Whoopin'  (Mai 2001)

Mit Ytre Suløens Jazzensemble
- Oh Mahalia (2007), mit Tricia Boutté
- Memories of New Orleans (2005)
- Something Old, Something New, Something Borrowed, Something Blue (2005)
- Way Down Yonder in New Orleans (2002)
- Gospel Children of New Orleans (2001)
- Blue River (1999)
- The Weary Blues (1997)
- Happy Jazz from Norway (1997)
- Art Deco (1996)
- Bra Jazz (1995), mit den Braatens Singers
- Where the Blue of the Night Meets the Gold of the Day (1994), mit Aline White